# Sauve-moi (roman)
 (janvier 2025).
Si vous disposez d'ouvrages ou d'articles de référence ou si vous connaissez des sites web de qualité traitant du thème abordé ici, merci de compléter l'article en donnant les références utiles à sa vérifiabilité et en les liant à la section « Notes et références ».
Pour l’article homonyme, voir Sauve-moi.
Sauve-moi est un roman français de Guillaume Musso paru en 2005.

## Résumé
Sam Galoway, new-yorkais d'une trentaine d'années et travailleur opiniâtre depuis le suicide de sa femme Federica, rencontre un jour à Broadway Juliette, jolie Française de 28 ans, serveuse dans un bar, qui rêve de devenir actrice. Ils tombent amoureux, et vivent un long week-end de bonheur. Chacun a menti à l'autre pendant ces quelques jours passés ensemble. Sam se disant encore marié et Juliette se prétendant avocate. Mais Juliette doit repartir à Paris pour retrouver sa famille. Sam la laisse à l’aéroport et, désespéré, se rend dans un bar et entend à la télévision que l’avion de Juliette a explosé en plein vol...

## Critiques
- « Du souffle, du suspense et une bonne dose de surnaturel. » (Psychologies Magazine)
- « Un numéro de haute voltige entre la passion et le suspense. » (Le Parisien)